# Dick Romoff

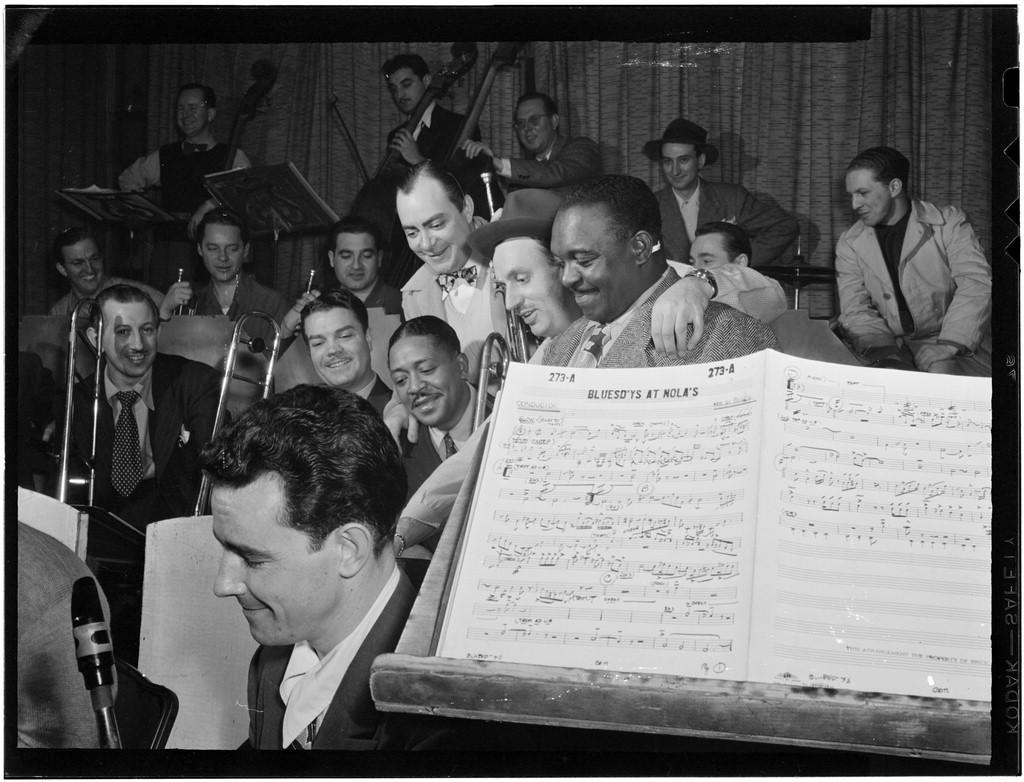
Die Probenband von Brick Fleagle mit Snuffy Arthur, Spud Murphy, Sandy Williams, Pee Wee Erwin und Rex Stewart im New Yorker Nola Studio, ca. Februar 1947. Dick Rimoff am Bass steht hinten, Zweiter von links. Foto von William P. Gottlieb

Dick Romoff (* um 1920) war ein US-amerikanischer Musiker (Kontrabass, E-Bass), der sich vorwiegend als Studiomusiker in verschiedenen musikalischen Bereichen wie Jazz-, Unterhaltungs- und Popmusik betätigte.
Savakus war in den späten 1940er-Jahren als Sessionmusiker in New York aktiv, u. a. bei Brick Fleagle, spielte dann im Sextett des Arrangeurs und Filmkomponisten Stu Phillips, an dessen Jazzalbum A Touch of Modern (MGM Records, 1956) er beteiligt war. In dieser Zeit gehörte er auch der Klezmerband The Happy People (gleichnamiges Album 1958) an, in der auch Danny Rubenstein (Klarinette), Harry Brown (Trompete), Sam Kutcher (Posaune), Warner Shilkret (Piano) und Marvin Kutcher (Schlagzeug) spielten.
Bei Studioproduktionen im Brill Building und mit Phil Spector in den 1960er-Jahren, etwa bei Aufnahmen der Girl-Group The Chiffons („One Fine Day“) arbeitete er häufig mit Billy Butler, Carl Lynch und Russ Savakus zusammen. In dieser Zeit wirkte er bei Produktionen von Cathy Jean and The Roomates („At the Hop!“), der Eddie Thomas Singers,  Blossom Dearie (Sings Rootin’ Songs, 1963), The Spokesmen (The Dawn of Correction) und George Segal (The Yama Yama Man, 1967) beteiligt. In den 1970er- und 1980er-Jahren arbeitete er noch mit Jerry Jerome, Neil Diamond, The Clancy Brothers, Frank Sinatra und war an der Produktion jiddischer Kinderlieder (613 Torah Avenue: Songs for Chumash B'reishis, 1977) beteiligt.
Im Bereich des Jazz listet ihn Tom Lord zwischen 1963 und 1979 bei 16 Aufnahmesessions.